# سفارت بلاروس در کی‌یف
سفارت بلاروس در کی‌یف (به لاتین: Embassy of Belarus) یک سفارت در اوکراین است که در کی‌یف واقع شده‌است.